# Мерль, Кароль
Кароль Элен Мерль (фр. Carole Hélène Merle, род. 24 января 1964 года, Барселоннет) — французская горнолыжница, призёр Олимпийских игр, чемпионка мира, победительница этапов Кубка мира. Наиболее успешно выступала в гигантском слаломе и супергиганте.
В Кубке мира Мерль дебютировала 22 декабря 1981 года, в январе 1988 года одержала свою первую в карьере победу на этапе Кубка мира, в гигантском слаломе. Всего имеет на своём счету 22 победы на этапах Кубка мира (лучший результат для французских горнолыжников за всю историю), 12 в супергиганте и 10 в гигантском слаломе. Лучшим достижением в общем зачёте Кубка мира, является для Мерль 2-е место в сезоне 1991/92, тогда она набрав 1211 баллов, лишь на 51 бал отстала от победительницы общего зачёта австрийки Петры Кронбергер. Неоднократно завоёвывала малые Хрустальные Глобусы, четырежды в зачёте супергиганта (в сезонах 1988/89, 1989/90, 1990/91 и 1991/92), и дважды в зачёте гигантского слалома (в сезонах 1991/92 и 1992/93).
На Олимпийских играх 1984 года в Сараево была 11-й в гигантском слаломе и 16-й в слаломе.
На Олимпийских играх 1988 года в Калгари заняла 9-е место в гигантском слаломе, 12-е место в супергиганте и 12-е место в скоростном спуске, кроме того стартовала в комбинации, но была дисквалифицирована в первой слаломной попытке.
На Олимпийских играх 1992 года в Альбервиле завоевала серебряную медаль в супергиганте, 0,41 секунды проиграв чемпионке, итальянке Деборе Компаньони, и 0,56 секунды выиграв у занявшей третье место немки Кати Зайцингер. Кроме этого стала 6-й в гигантском слаломе и 13-й в скоростном спуске.
На Олимпийских играх 1994 года в Лиллехаммере заняла 5-е место в гигантском слаломе и 19-е место в супергиганте.
За свою карьеру участвовала в четырёх чемпионатах мира, на чемпионате мира 1993 года стала чемпионкой в гигантском слаломе, кроме того дважды завоёвывала серебро, в гигантском слаломе в 1989 году и в супергиганте в 1991.
Завершила спортивную карьеру в 1994 году, в дальнейшем занималась бизнесом.

## Победы на этапах Кубка мира (22)
| №  | Сезон   | Дата            | Место               | Дисциплина             |
| -- | ------- | --------------- | ------------------- | ---------------------- |
| 1  | 1987/88 | 6 января 1988   | Тинь                | Гигантский слалом      |
| 2  | 1988/89 | 26 ноября 1988  | Шладминг            | Супергигант            |
| 3  | 1988/89 | 14 января 1989  | Гриндельвальд       | Супергигант (2)        |
| 4  | 1988/89 | 20 января 1989  | Тинь                | Супергигант (3)        |
| 5  | 1989/90 | 10 февраля 1990 | Мерибель            | Супергигант (4)        |
| 6  | 1989/90 | 11 февраля 1990 | Мерибель            | Супергигант (5)        |
| 7  | 1989/90 | 10 марта 1990   | Странда             | Гигантский слалом (2)  |
| 8  | 1989/90 | 14 марта 1990   | Клёвшё              | Гигантский слалом (3)  |
| 9  | 1989/90 | 16 марта 1990   | Оре                 | Супергигант (6)        |
| 10 | 1990/91 | 9 февраля 1991  | Гармиш-Партенкирхен | Супергигант (7)        |
| 11 | 1990/91 | 24 февраля 1991 | Фурано              | Супергигант (8)        |
| 12 | 1991/92 | 15 декабря 1991 | Санта Катерина      | Супергигант (9)        |
| 13 | 1991/92 | 15 января 1992  | Хинтерштодер        | Гигантский слалом (4)  |
| 14 | 1991/92 | 20 января 1992  | Пьянкавальо         | Гигантский слалом (5)  |
| 15 | 1991/92 | 27 января 1992  | Морзин              | Гигантский слалом (6)  |
| 16 | 1991/92 | 15 марта 1992   | Панорама            | Супергигант (10)       |
| 17 | 1991/92 | 19 марта 1992   | Кран-Монтана        | Супергигант (11)       |
| 18 | 1991/92 | 21 марта 1992   | Кран-Монтана        | Гигантский слалом (7)  |
| 19 | 1992/93 | 5 января 1993   | Марибор             | Гигантский слалом (8)  |
| 20 | 1992/93 | 10 января 1993  | Кортина-д’Ампеццо   | Гигантский слалом (9)  |
| 21 | 1992/93 | 28 февраля 1993 | Вейсонназ           | Супергигант (12)       |
| 22 | 1992/93 | 27 марта 1993   | Оре                 | Гигантский слалом (10) |